# Колин Гилеспи
Колин Гилеспи (енгл. Collin Gillespie; Филаделфија, Пенсилванија, 25. јун 1999) амерички је кошаркаш. Игра на позицији плеја, а тренутно наступа за Вали сансе у НБА развојној лиги. Играо је колеџ кошарку на Универзитету Виланова за Виланова вајлдкетсе од 2017 до 2022.

## Средњошколска каријера
Гилеспи је син полицајца. Похађао је католичку средњу школу Арчбишоп вуд, где га је тренирао кошаркашки тренер Џон Моско. Гилеспи није имао понуде за стипендије у Дивизији I у његовој завршној години, али је добио понуде од колеџ клубова „Рајдера”, „Хофстре” и „Виланове” након веома добре игре на турниру. Постигао је 42 поена у победи у регуларној сезони над веома јаком средњошколском екипом „Нојман Горети” где је играо Квејд Грин, који је веч добио школарину од Универзитета из Кентакија. Као сениор, предводио је тим до државне титуле ПИАА класе 5А 2017. године. Гилеспи је у просеку постизао 24,1 поен по утакмици као сениор и проглашен је за играча године Филаделфије од стране „Филаделфија дејли њуза”, као и за најкориснијег играча „кошаркашке Католичке лиге”. Потписао је уговор о намерама са Виљановом 14. априла 2017. придруживши се Дамиру Косби-Раундтрију и Џермејну Семјуелсу у класи 2021. године.

## Колеџ
Гилеспи се уписао на колеџ у Виљанови у јесен 2017. кошаркашки тренер Џеј Рајт је приметио да га одмах убаци у игру јер је „Гилеспи играо изнад својих година”. Постизавао двоцифрен број кошева у својој другој колегијалној утакмици, али је такође морао да научи да се прилагоди брзини колеџ игре. Гилеспи је морао да пропусти више од месец дана у децембру и јануару због прелома кости леве руке који је задобио на тренингу 10. децембра. Међутим, вратио се у акцију у победи 17. јануара над Џорџтауном. Обезбедио је квалитетне минуте и имао осам поена, укључујући две тројке у победи над Крејтоном 1. фебруара због одсуства Фила Бута са сличном повредом руке. Гилеспи је први стартовао 10. фебруара, у победи над Батлером резултатом 86 : 75. У првом колу НЦАА турнира, Гилеспи је постигао девет поена и имао украдену лопту у победи против Радфорда. Имао је четири поена и пет скокова у НЦАА шампионској победи над Мичигеном резултатом 79 : 62. Постизао је у просеку 4,3 поена по утакмици за 14,4 минута по утакмици. Гилеспи је имао однос асистенције 2,6 према 1, што му је тренер Рајт приписао размишљању о својим саиграчима и покушајима да их побољша.
Гилеспи је постигао рекордних 30 поена у сезони у победи над Џорџтауном резултатом 77 : 65, 3. фебруара 2019. године а 9. марта је постигао 22 поена у поразу од Сетон Хола резултатом 79 : 75. Као студент друге године, Гилеспи је просечно постизао 10,9 поена по утакмици.
Уласком у своју сениорску сезону, Гилеспи је стављен на листу кандидата за „награду Боб Кузи”, као и на предсезонски први тим Ол-Биг Ист. Током утакмице и победе над Крејтоном резултатом 72–60 Гилеспи се повредио, 3. марта 2021. године, чиме је завршио своју сезону. На крају регуларне сезоне, Гилеспи је проглашен за сарадника године на „Великом Истоку” заједно са тимским колегом Џеремаја Робинсон-Ерлом и Сандром Мамукелашвилијем из Сетон Хола. У просеку је бележио 14 поена и 4,6 асистенција по утакмици. Гилеспи је одлучио да искористи додатну сезону подобности коју је одобрила НЦАА због пандемије Ковид 19.
Дана 15. фебруара 2022. Гилеспи је постигао рекордних 33 поена упркос томе што је играо са отеченим зглобом у победи од 89 : 84 над Провиденсом.

## Професионална каријера

### Денвер нагетси (2022–данас)
Након што је остао без драфта на НБА драфту 2022, Гилеспи је потписао двосмерни уговор са Денвер Нагетсима. Гилеспи се придружио тиму Нагетса за НБА Летњу лигу 2022. У свом дебију у Летњој лиги, Гилеспи је постигао 11 поена, имао шест скокова и четири асистенције у поразу од Минесота тимбервулвса резултатом 78 : 85. У четири утакмице Летње лиге просечно је бележио 11,3 поена, 5,3 скока и 4,3 асистенције по утакмици..
Дана 30. јула 2022. Нагетси су објавили да је Гилеспи био подвргнут операцији због прелома потколенице и да ће бити одсутан на неодређено време. Гилеспи је завршио своју почетничку сезону као НБА шампион када су Нагетси победили Мајами хит у финалу НБА лиге 2023.

## Репрезентативна каријера
У лето 2019. године, Гилеспи је био члан репрезентације Сједињених Држава која се такмичила на Пан америчким играма у Перуу. Репрезентација САД је освојио бронзу у победи над Доминиканском Републиком. На турниру Гилеспи је постигао укупно 25 поена.

## Статистика

### Колеџ
| Сезона   | Екипа               | ОУ  | СУ  | МПУ  | ПШ%  | 3П%  | СБ%  | СПУ | АПУ | УПУ | БПУ | ППУ  |
| -------- | ------------------- | --- | --- | ---- | ---- | ---- | ---- | --- | --- | --- | --- | ---- |
| 2017/18. | Виланова вајлдкетси | 32  | 1   | 14.4 | .452 | .394 | .800 | 1.3 | 1.1 | .6  | .1  | 4.3  |
| 2018/19. | Виланова вајлдкетси | 35  | 35  | 29.4 | .409 | .379 | .839 | 2.4 | 2.8 | 1.1 | .1  | 10.9 |
| 2019/20. | Виланова вајлдкетси | 31  | 31  | 34.1 | .406 | .357 | .817 | 3.7 | 4.5 | 1.2 | .1  | 15.1 |
| 2020/21. | Виланова вајлдкетси | 20  | 20  | 33.4 | .428 | .376 | .833 | 3.3 | 4.6 | 1.0 | .0  | 14.0 |
| 2021/22. | Виланова вајлдкетси | 38  | 38  | 34.2 | .434 | .415 | .905 | 3.8 | 3.2 | 1.0 | .0  | 15.6 |
| Укупно   | Укупно              | 156 | 125 | 28.9 | .422 | .387 | .848 | 2.9 | 3.1 | 1.0 | .0  | 11.9 |